# Eugenia Vargas Pereira
Eugenia Vargas-Pereira (nacida en 1949) es una artista visual. Nació en Chile y se mudó a Estados Unidos para estudiar arte.Vargas-Pereira también viajó a otros países donde ella practicaría y seguiría su carrera artística. Sus principales áreas de estudio de arte fueron la performance y la fotografía. Ella viajó a países como Estados Unidos, México, Canadá y Puerto Rico. 

## Biografía
Eugenia Vargas-Pereira nació en Chillán, Chile (1949). Amplió su educación chilena en Estados Unidos. Vargas continuó sus estudios en el Montana Institute of Arts, donde luego realizaría su propia exposición individual. Vargas también viajó a México y otros países de América Latina para exhibir su obra de arte en otras exposiciones. Mientras estuvo en México, su arte y su mensaje no fueron bien recibidos. Los miembros del Consejo Mexicano de Fotografía no reconocieron su trabajo ni sus fotografías. Después de vivir en México y exhibir su arte en varias exposiciones en muchos países de América Latina, ella regresó a Chile en el año 2008. Actualmente reside en Miami, Florida como si fuera 2018.

## Carrera
La carrera de Vargas-Pereira comenzó con su primera exposición individual en Montana en la University Center Gallery. Sus principales formas de hacer arte son las instalaciones, las fotografías, los videos y la performance donde aborda temas como el nacimiento, la vida, el feminismo y el ambientalismo. Eugenia Vargas-Pereira utiliza el cuerpo humano (desnudo) y otros materiales orgánicos para crear estas piezas y es inspirada por sus conexiones personales con estos temas que presenció mientras crecía. Muchos de sus trabajos están realizados como series con el propósito único de ayudarla a organizarse y crear la narrativa para transmitir su punto de vista. Su trabajo ha sido expuesto en el Hammer de la Universidad de California en Los Ángeles, en Santa Cruz, en varios museos de California y de Miami. Además de muchas exposiciones a través de América Latina, e incluso en Australia.

## Obras de arte

### Las Chicas Buenas No Disparan,  2006
Esta obra de arte es una serie de fotografías que contienen a una mujer de rojo con una pistola. Siendo uno de sus trabajos más recientes, su objetivo era jugar con la forma en que se representaba a las mujeres creando nuevos estereotipos sobre ellas.Esta obra de arte surge después de otra serie previa que había creado y que también tenía una mujer vestida de rojo. Además de sacar a la luz el juego de los estereotipos, también utilizó armas para evocar una conversación sobre los desafíos y problemas que las armas han evocado. Al combinar ambos: armas y mujeres, ella pudo crear una discusión sobre la amenaza a la que se enfrentan las mujeres -continuamente- cuando se trata de violencia. Al colocar a las mujeres de rojo se articula una sensación de empoderamiento que el arma aumenta.

### Sin título, impresión C digital
Esta serie está inspirada desde el cuento de la "Caperucita Roja" y otros ensayos escritos por Tracy Williams. Los ensayos hablaron sobre la importancia de los cuentos de hadas y cómo ellos advierten a las personas a través de estas historias inventadas sobre temas más importantes. Colocando a su sujeto femenino en rojo para hacer referencia a la "Caperucita Roja". El objetivo de Vargas-Pereira aquí fue iluminar sobre cuestiones como el canibalismo, la abyección y la sexualidad. Esos mismos problemas que ella muestra a lo largo de la serie fueron problemas que se ven en el cuento de hadas de la "Caperucita Roja".

## Colecciones
El trabajo de Eugenia Vargas-Pereira se ha realizado en el Hammer de Universidad de California en Los Angeles (2017). Y otras colecciones que albergan su obra son:
- Foro Ludwig para el Arte Internacional
- Aachen, Alemania; Museo de Arte de Santa Bárbara, California
- Museo de Arte Universitario, Universidad Estatal de California, Long Beach
- Museo de Arte de San Antonio, Texas
- Centro de la Imagen, Ciudad de México
- Museo Nacional de Bellas Artes, Chile

y colecciones privadas en Europa, Estados Unidos y América Latina

## Exposiciones individuales
- 1985 Re-tratos, Museo de Historia, Antropología y Arte, Universidad de Puerto Rico, San Juan [13]
- 1990 Eugenia Vargas: Gran Formato, Galería de Arte Contemporáneo, México [2]
- 1991 Aguas, Museo de Arte Universitario, Universidad Estatal de California, Long Beach [2]
- 1996 Poder de actos de dominio irrevocable, Milagros Art Gallery, San Antonio, Texas [2]
- 1998 Cuerpo Abyecto, Galería del Centro del Colegio Comunitario de Miami-Dade, Miami, Florida [14]
- 2002 Eugenia Vargas: El día más largo del año, Galería Ambrosino, Miami [2]
- 2024 Eugenia Vargas-Pereira. Volver a nombrar, Museo Nacional de Bellas Artes, Chile[15]